# Естонсько-хорватські відносини
Естонсько-хорватські відносини (ест. Eesti-Horvaatia suhted, хорв. estonsko-hrvatski odnosi) — історичні та поточні двосторонні відносини між Естонією та Хорватією. Естонія в Хорватії представлена через своє посольство в Празі, а Хорватію в Естонії представляє власне посольство в Гельсінкі. Відносини між обома державами дуже добрі та дружні, відбувається регулярна співпраця на високому рівні, а також партнерство у рамках ЄС, НАТО, Ініціативи трьох морів та інших міжнародних форматів.

## Історія
Естонія визнала Хорватію 31 грудня 1991. Дипломатичні відносини між двома країнами встановлені 2 березня 1992.
Естонія, яка є членом Європейського Союзу з 1 травня 2004 року, підтримала приєднання до цієї організації Хорватії 1 липня 2013, зокрема використовуючи свій досвід, набутий під час власного вступу. Естонія вступила в НАТО 29 березня 2004 року, а Хорватія — 1 липня 2009 року. З 2023 року обидві держави поєднує і спільне перебування в єврозоні та Шенгенській зоні.
У 2015 хорватський експорт до Естонії становив 1,7 млн євро, тоді як естонський експорт до Хорватії становив 1,4 млн євро.
14 березня 2022 міністр закордонних і європейських справ Гордан Грлич Радман відвідав Естонію з офіційним візитом, де вперше провів переговори зі своєю естонською колегою Євою-Марією Лійметс. Вони підкреслили потенціал для розвитку двостороннього співробітництва, зокрема у сферах економіки, оборони, ІТ та туризму.
12 січня 2023 Президент Естонії Алар Каріс зустрівся в Таллінні з прем'єр-міністром Хорватії Андреєм Пленковичем, обговоривши поглиблення двосторонніх відносин і подальшу необхідність підтримки України в агресивній війні Росії та можливості допомоги Україні.
Того ж дня прем'єр-міністр Естонії Кая Каллас на спільній прес-конференції з прем'єр-міністром Хорватії Андреєм Пленковичем у Таллінні засвідчила, що Естонія та Хорватія однодумці з багатьох питань, включаючи Україну та питання оборони й безпеки.